# MIPIM

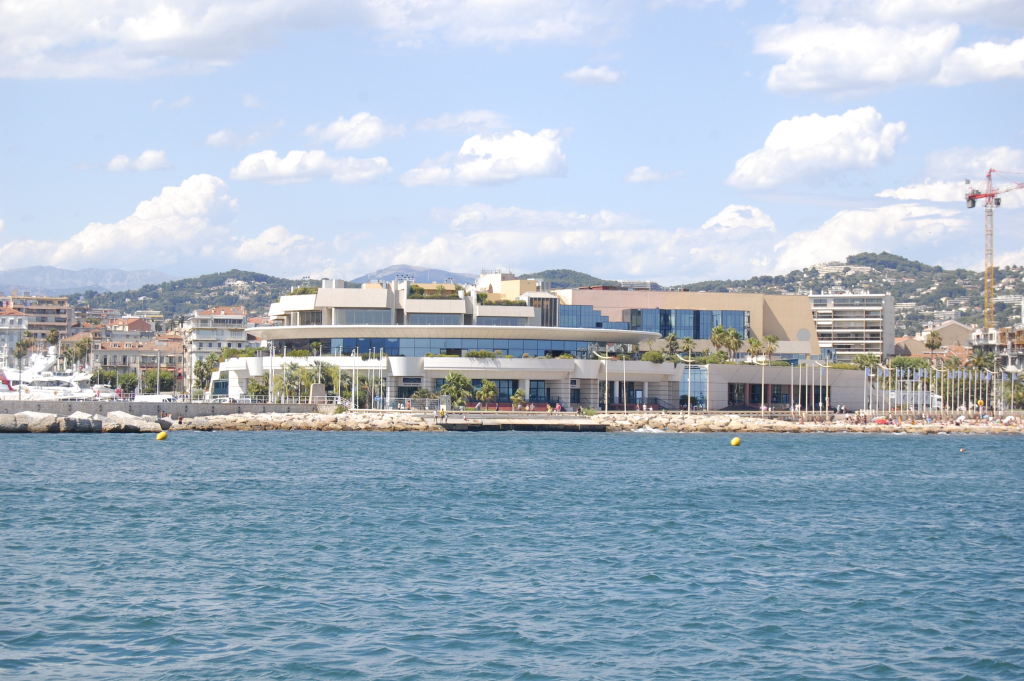
Nu.jpg

MIPIM (en francés, Marché International des Professionnels de l'Immobilier, "Mercado Internacional de los Profesionales en Inmuebles") es una feria internacional de bienes inmuebles. Tiene lugar anualmente en Cannes, Francia durante el mes de marzo, en el Palais des Festivals; la primera tuvo lugar en 1990.
MIPIM apunta a los tomadores de decisiones de nivel gerencial en el mercado inmobiliario que deseen desarrollar negocios en sus mercados nacionales e internacionales. Constituye un mercado global, una ocasión para ponerse en contacto con los principales actores en la industria, ya sean inversores, usuarios finales, gobiernos locales y corporaciones internacionales.
En 2004, MIPIM atrajo 15.157 participantes de 67 países. En 2005, hubo 1.903 expositores en una superficie de más de 17.000 m² representando a 67 países. En 2008 hubo 2700 expositores. En 2009 hubo un claro retroceso, debido a la crisis inmobiliaria global.
Los MIPIM Awards premian desde 1991 a los proyectos inmobiliarios más destacados. Se otorgan premios en varias categorías: "Grandes proyectos urbanos", "Edificios de oficinas", "Uso mixto", "Regeneración y planificación", "Comercio y ocio", "Edificios en altura", "Residencial".